# Julio Maldonado
Julio Maldonado García (Madrid, 18 de julio de 1967), más conocido como Maldini, es un periodista español especializado en fútbol internacional. 

## Biografía
Nació en Madrid en 1967, pero pasó la mayor parte de su infancia y juventud en Leganés. Estudió periodismo en la Universidad Complutense de Madrid, etapa en la que inició su extensa colección de videos de partidos de fútbol y de publicaciones futbolísticas de referencia, especializándose en este campo, hasta contar con una de las mayores videotecas y hemerotecas de fútbol internacional. En 2007, el entonces recién nuevo propietario del Real Zaragoza, Agapito Iglesias, le ofreció la dirección deportiva del club, sin llegarse finalmente a un acuerdo.

### Trayectoria profesional
Inició su trayectoria televisiva en 1990, coincidiendo con el lanzamiento del canal pionero de pago del país, Canal+. Alfredo Relaño, primer director de la cadena, lo contrató tras tener conocimiento de su extensa videoteca de partidos y su exhaustivo conocimiento del fútbol internacional. Su primera ocupación fue cubrir partidos en el extranjero, realizando entrevistas y reportajes. Tras la adquisición a principios de los noventa de los derechos de emisión para España de varias ligas extranjeras como la italiana, inglesa o argentina, pasó a ser comentarista habitual en las transmisiones del canal. Posteriormente pasó a otros medios de Prisa como la cadena SER o el diario AS. Entre 2006 y 2018 presentó el programa de fútbol internacional «Fiebre Maldini», que se emitía en varios canales de la plataforma.
Desde 2015 trabaja en la plataforma Movistar+, resultante de la fusión entre Canal+ y Movistar TV. Comenta desde 2018 junto al narrador Carlos Martínez el denominado «partidazo» en LaLigaTV por M+, y otros encuentros destacados de Movistar Liga de Campeones. Además es analista de la jornada de Liga en «La Casa del Fútbol» o «El Día Después», y de la jornada de Liga de Campeones en «Noche de Champions».
En radio, desde el 1 de octubre de 2015, es el principal especialista en fútbol internacional de la cadena COPE, interviniendo en programas como «Tiempo de Juego» o «El Partidazo», donde los martes tiene la sección «Mundo Maldini». «Mundo Maldini» es, además, el nombre de su canal de YouTube, relanzado el 4 de diciembre de 2018, que en agosto de 2024 cuenta con 1,1 millones de suscriptores y más de 318 millones de visualizaciones.
El 5 de enero de 2020 se hace oficial su incorporación al Grupo Marca. En este medio colabora través de Radio Marca en un consultorio semanal, en el diario Marca, escribiendo columnas sobre la actualidad del fútbol nacional e internacional y en la web del grupo, donde realiza análisis en vídeo de algunos partidos.
En radio, es el principal analista en fútbol internacional de la cadena COPE, en programas como Tiempo de juego o El partidazo. No obstante, también colabora con Unidad Editorial a través de Radio Marca con un consultorio semanal, en el diario Marca, escribiendo columnas sobre la actualidad del fútbol nacional e internacional y en la página web, donde realiza análisis en vídeo de algunos partidos. Anteriormente ha trabajado en medios de Prisa, como el diario AS o la cadena SER.

### Curiosidades
El apodo de «Maldini» se lo puso en 1991 su compañero de Canal+ Juan Carlos Crespo en referencia al futbolista italiano Paolo Maldini, ya que por aquel entonces Maldini comentaba la liga italiana en Canal+.
Afirma tener una extensa videoteca personal de partidos grabados de fútbol y ver partidos de ligas de todo el mundo, de incluso regiones inusuales como África, Asia, Centroamérica y Oceanía. En 2020 afirmaba tener 140 000 partidos grabados.

## Vida personal
Está casado con la atleta eibarresa Maite Zúñiga, con la que tiene dos hijas. Es primo segundo del futbolista Dani Carvajal.